# Harlingen (Texas)
Harlingen is een plaats in het zuiden van Texas in Cameron County in de Verenigde Staten van Amerika. In 2000 telde de plaats 57.564 inwoners. De meerderheid van de Harlingers is van Mexicaanse afkomst.
De stad heeft twee middelbare scholen, Harlingen South HS en Harlingen High School. Bij de stad ligt een luchthaven, Valley International Airport.
De stad werd gesticht door de Texaanse vastgoedontwikkelaar Lon C. Hill, die er irrigatiekanalen liet graven om er landbouwers uit het Middenwesten naartoe te trekken. Waar de plaats naar vernoemd is, is niet precies bekend. Volgens sommige bronnen komt de naam van de Friese stad Harlingen, dat een goed kanalensysteem had. Volgens andere bronnen is de naam verbonden met Hills vriend Uriah Lott, wiens voorouders uit deze stad kwamen of van de naam van Lotts grootmoeder Elizabeth Van Harlingen, die ten tijde van de stichting in het door Nederlanders gestichte dorpje Harlingen in New Jersey woonde.

## Demografie
Bij de volkstelling van 2000 had Harlingen 57.564 bewoners, verspreid over 19.021 huishoudens en 14.360 families. De bevolkingsdichtheid was 652,4/km².
De rassensamenstelling:
- 72,76% Hispanics
- 5,92% blank
- 0,92% Afro-Amerikaans
- 0,52% oorspronkelijk Amerikaans
- 0,88% Aziatisch-Amerikaans
- 0,03% Pacifisch
- 16,39% andere ras
- 2,58% afkomstig van twee of meer rassen

In 2000 werd 72,76% van de bevolking gerekend tot de Hispanics.

## Plaatsen in de nabije omgeving
De onderstaande figuur toont nabijgelegen plaatsen in een straal van 8 km rond Harlingen.

## Geboren
- Bobby Morrow (1935-2020), sprinter
- Rachel McLish (1958), Mexicaans-Amerikaans bodybuilder
- Beth Nielsen Chapman (1958), singer-songwriter
- Nick Stahl (1979), acteur

## Overleden
- Leonard Eugene Dickson (1874-1954), wiskundige
- Harry Nyquist (1889-1976), Amerikaans-Zweeds elektrotechnicus
- Bill Haley (1925-1981), rock-'n-rollzanger